# شهرستان جانی بیک
شهرستان جانی بیک (قزاقی: Жәнібек ауданы, جانىبەك اۋدانی)  یک شهرستان در قزاقستان است که در استان قزاقستان غربی واقع شده‌است. این شهرستان ۱۶۶۳۹ نفر جمعیت دارد.

## وجه تسمیه
بر روی این شهرستان، نام جانی بیک، خان مغول خان‌نشینی اردوی طلایی (آلتین اردو) را بر خود دارد.